# Goums
Pour les articles homonymes, voir Goum (homonymie).
Les goums sont des marches de huit jours dans le désert. 
Marche physique de 150 km, un goum est aussi une démarche spirituelle, alliant dépouillement, méditation personnelle et vie fraternelle. Organisés le plus souvent en été, ils rassemblent des petits groupes de jeunes de 20 à 35 ans. La plupart ont lieu dans les Causses et en Italie, et d’autres sont aussi organisées en Corse, en Espagne ou en Turquie.
Ils ont été fondés en 1970 par Michel Menu, figure du scoutisme français.

## Histoire

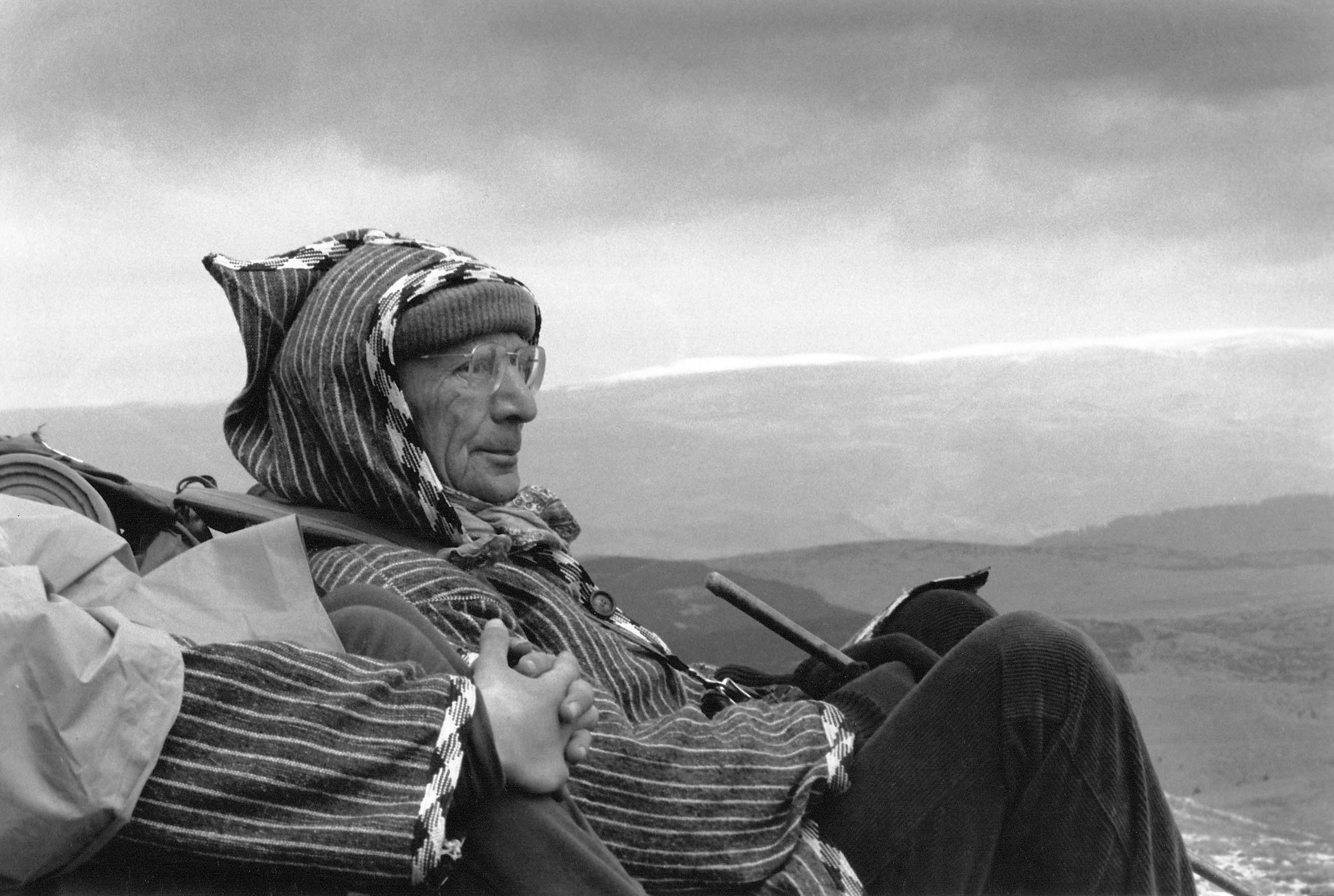
Michel Menu au cours d’un « Goum » sur le causse Méjean en avril 1991, photographié par Thomas Goisque.

L'idée naît en 1969 quand Michel Menu part avec quelques anciens de ses raiders scouts faire un week-end de marche à la boussole dans le Vercors. Devant le succès et la soif qu'il rencontre, il emmène l'année suivante une quinzaine de jeunes faire une marche d'une semaine dans les Causses, qui puisse répondre aux besoins qu'il perçoit de dépense physique, de silence, de développement spirituel et de lien social. « Lorsque le corps retrouve ses rythmes, l’esprit se sent attiré par l’altitude. », résume Michel Menu. C'est alors qu'ils adoptent la djellaba et le nom de « goum ».
Le mot « goum » est un terme arabe ancien qui signifie « tribu », « indépendance », et qui désigne à l'origine des nomades vivant libres et autonomes aux confins du désert, puis des soldats auxiliaires de l'armée française comme les goumiers marocains. La racine du mot se trouve aussi dans la parole du Christ : « Talitha kum » (« Jeune fille, lève-toi ! » Mc 5, 41). Le responsable des goumiers, Roberto Cociancich (it) voit donc dans les goumiers « des hommes qui se lèvent et qui se mettent en marche », qui désirent se réveiller à la liberté notamment grâce au désert, un lieu où l’on vit « sans artifices, comme des bédouins ».

## Déroulement
Un goum est une grande semaine de marche, dans des endroits déserts, le plus souvent au printemps ou en été. Elle se fait en 7 jours sur 150 km, soit environ 5 à 7 h de marche par jour, et en autonomie, avec sac à dos.
Elle réunit des petits groupes de 15-20 personnes de 20 à 35 ans, dont un organisateur (le « lanceur », goumier expérimenté) et un prêtre catholique (le « padre »). Afin de favoriser la profondeur des échanges, les participants, qui ne se connaissent pas avant, sont invités à ne partager que leur prénom, et pas leur nom ni leur activité, pour privilégier l’ « être » sur le « faire ».
Chaque personne se voit remettre une djellaba aux rayures verticales brunes et blanches, que portaient les goumiers marocains. Vêtement humble, elle symbolise le vœu de pauvreté, et permet aussi d’être identifié par les habitants de la région, qui dans les Causses sont habitués depuis 40 ans à ces randonneurs.
Un goum se fait dans un esprit de pauvreté et de dépouillement : sans téléphone, montre ni argent. 
Chaque jour, après la messe et la méditation du matin, chacun se met en marche, seul ou en groupe, en se repérant avec carte et boussole. Les repas sont frugaux, faits d’un bol de riz le matin et le soir. Les goumiers se retrouvent le soir au bivouac, installé sur un point culminant. Ils partagent une veillée autour d’un feu, et passent la nuit à la belle étoile.

## Spiritualité
Un goum est une démarche spirituelle. Il permet un face à face avec soi-même, tout en cheminant avec d’autres. Il offre une occasion de se recentrer sur l’essentiel, c’est un « pèlerinage intérieur ».
La marche, qui représente un défi et requiert un effort, est vue comme un instrument spirituel : « la spiritualité rentre avant tout par les pieds ». « Il s’agit de remettre les personnes en position d’être libres et créatives, d’avoir leur vie en main, d’être des “hommes debout”. Pour cela, l’effort est essentiel, [il] unifie l’être […] et le révèle à lui-même », explique un des responsables du mouvement.
Sans lien avec une communauté ou un mouvement particuliers, les goums vivent de la spiritualité du désert. Ils sont ouverts à tous, sans distinction de croyance ou d’origine, mais sont ouvertement chrétiens et se font toujours avec l’accompagnement d’un prêtre.
Chaque journée commence avec une messe et une heure de méditation et de prière personnelle face à la nature.

## Chiffres
Depuis leur création, les goums ont rassemblé plus de 15 000 personnes,.
Les 40 ans du mouvement ont donné lieu à un rassemblement les 31 juillet et 1er août 2010 sur la Causse de Sauveterre (Lozère), en présence de Mgr Benoît Rivière, évêque d’Autun, et de 400 goumiers.
Les 50 ans du mouvement ont donné lieu à un rassemblement les 1er et 2 août 2020 au Puech d'Alluech sur la Causse Méjan, rassemblant 260 goumiers.

## Organisation
L’association des goumiers est présidée par Roberto Cociancich (it).